# Chajim Sofer

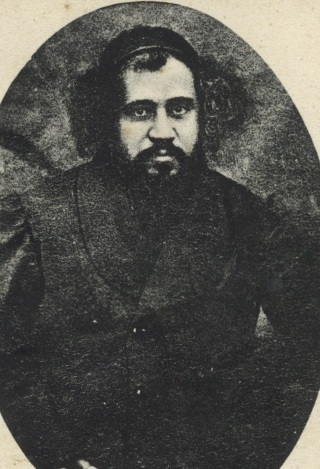
Chaim Sofer

Chajim Sofer (také známý jako Machne Chajim, či Orach Chajim podlé názvu svého responsa, 29. září 1821 – 28. června 1886) byl proslulý uherský (slovensko-maďarský) rabín a „učený mluvčí ortodoxního judaismu“ své doby. 

## Život
Chaim Sofer se narodil 29. září 1821 v Prešpurku v Horních Uhrách, dnešní Bratislavě jako syn Mordechaje Efrajima Fischela. Navštěvoval slavnou bratislavskou ješivu rabína Mojše Sofera, s nímž však nebyl příbuzný a byl považován za jeho „nejvýznamnějšího studenta“. Navštěvoval také ješivu rabiho Meira Eisenstaedtera v Ungváru, dnešním Užhorodu. 
V roce 1844, ve věku 23 let, byl najat, aby učil středoškolské studenty v ješivě v Mattersdorfu (nyní Mattersburg v Rakousko).  Následně působil jako rabín ortodoxních židovských komunit v Gyömöre (1852), Sajószentpéter (1859) a Mukačevu (1868). Během svého působení v pozici vrchního rabína v Mukačevu byl proti zavádění jakýchkoli „inovací“ v judaismu. Přesto nebyl považován za dostatečně „konzervativního“ a v roce 1879 byl nahrazen jedním z rodu chasidských rabínů Munkacsů. 
V roce 1879 byl zvolen rabínem ortodoxní kongregace v nově sloučené Budapešti, kde úřadoval až do své smrti,  kde jej poté nahradil rabín Koppel Reich.
Rebe Chajim Sofer zemřel 28. června 1886 v Budapešti a byl pohřben ve svém rodném Prešpurku.

## Pozoruhodná rozhodnutí
- Podle Halachy (židovské právo) je potrat povolen, když je život matky v ohrožení. [6] Sofer rozhodl, že jakmile se dítě „částečně narodí“, nelze ho ani zranit, aby byla zachráněna matka, pokud nezasahování nebude znamenat smrt matky i dítěte. [7]

Podle J. Davida Bleicha:
Podobně interpretováno další ustanovení Mišny. . . "ale jakmile se objeví hlavní část plodu, nesmíme se jej dotknout" znamená, že dokonce i zmrzačení částečně narozeného dítěte nebo amputace končetiny je zakázáno, aby se zachránila matka. R. Chaim Sofer (Machaneh Chaim, Choshen Mishpat, č. 50) vyvozuje takový závěr a naznačuje, že zdůvodněním motivujícím rozhodnutí je skutečnost, že lékař „nemůže s jistotou zaručit“, že dítě chirurgický zákrok přežije. Pokud by však nezasahování mělo vést ke ztrátě matky i dítěte, r. Sofer povoluje zmrzačení dítěte ve snaze zachránit život matky. 

## Modernismus
Sofer zastával názor, že je důležité, aby byl zachován jazyk jidiš a stal se součástí židovského života. Byl také obecně proti zavádění moderních inovací do náboženské činnosti a služeb ve stejném duchu jako jeho mentor Moše Sofer.  Jeho postoj byl v opozici k postoji Azriela Hildesheimera, který podporoval sekulární studia.

## Díla Chajima Sofera
- Peles Chaim (Pressburg, 1854)
- Machne Chaim (4 sv., 2 vydání), sbírka responsa
- Chillul Shabbat (Sajószentpéter)
- Kol Sofer, komentář k Mišně
- Dibrei Sharei Chaim
- Sharei Chaim